# ارکیده زنبوری گردک
ارکیده زنبوری گِردک (نام علمی: Chiloglottis sphaerula) نام گونه‌ای از سرده ارکیده‌های زنبوری است.